# Bürgermeisterei Ammeldingen
Die Bürgermeisterei Ammeldingen war eine von ursprünglich 42 preußischen Bürgermeistereien, in die sich der 1816 neu gebildete Kreis Bitburg im Regierungsbezirk Trier verwaltungsmäßig gliederte. Von 1822 an gehörte der Regierungsbezirk Trier, damit auch die Bürgermeisterei Ammeldingen, zu der in dem Jahr neu gebildeten Rheinprovinz. Der Verwaltung der Bürgermeisterei unterstanden sechs Gemeinden. Der Verwaltungssitz war in der heutigen Ortsgemeinde Ammeldingen bei Neuerburg im Eifelkreis Bitburg-Prüm in Rheinland-Pfalz.

## Gemeinden und zugehörige Ortschaften
Zur Bürgermeisterei Ammeldingen  gehörten folgende Gemeinden (Stand 1843):
- Ammeldingen (63 Einwohner) mit den Weilern Grimbach (18) und Kleinweis (31)
- Emmelbaum (34) mit dem Hof Sachsenhausen (5)
- Heilbach (73) mit den Höfen Alf (12), Wehrhausen (14) und Windhausen (13)
- Plascheid (71)
- Scheuern (54) mit dem Weiler Altscheuern (38)
- Zweifelscheid (73) mit dem Weiler Engelsdorf (44)

Insgesamt lebten im Bürgermeistereibezirk 543 Menschen in 77 Wohnhäusern. Alle Einwohner waren katholisch. Es gab eine Kirche in Ammeldingen, eine Kapelle in Scheuern, Schulen gab es keine (Stand 1843).

## Geschichte
Alle Ortschaften im Verwaltungsbezirk der Bürgermeisterei gehörten vor 1794 zur Herrschaft Neuerburg im Herzogtum Luxemburg (Quartier Vianden). Im Jahr 1794 hatten französische Revolutionstruppen die Österreichischen Niederlande, zu denen das Herzogtum Luxemburg gehörte, besetzt und im Oktober 1795 annektiert. Unter der französischen Verwaltung gehörte das Gebiet zum Arrondissement Bitburg im Departement der Wälder.
Aufgrund der Beschlüsse auf dem Wiener Kongress wurde 1815 das vormals luxemburgische Gebiet östlich der Sauer und der Our dem Königreich Preußen zugeordnet. Unter der preußischen Verwaltung wurden im Jahr 1816 Regierungsbezirke und Kreise neu gebildet, linksrheinisch behielt Preußen in der Regel die Verwaltungsbezirke der französischen Mairies vorerst bei. Die Bürgermeisterei Ammeldingen entsprach insoweit der vorherigen Mairie Ammeldingen, die Gemeinde Emmelbaum war vorher der Mairie Olmscheid zugeordnet. Die Bürgermeisterei Ammeldingen bestand bis 1880 und ging in der Bürgermeisterei Neuerburg-Land auf.
Alle Ortschaften gehören heute verwaltungsmäßig zur Verbandsgemeinde Südeifel im Eifelkreis Bitburg-Prüm in Rheinland-Pfalz.